# 胡士相
胡士相（?—?），字端甫，號星海，浙江嘉興府平湖縣人，明朝政治人物。

## 生平
萬曆十九年辛卯科举人，三十二年甲辰成进士，初知江阴县，调授弋陽縣知縣，弋陽故多盜，士相嚴保甲法，盜風頓息。陞刑部主事、刑部山東司郎中。万历四十三年（1615年）五月，蓟州人张差持棍闯宫，由此产生梃击案，刑部十司会审张差一案，胡士相为主审官之一。改工部郎中。天启六年五月，升江西右參政，分守湖西道。奸民請開礦部，檄至，覆寢其事，衆議建魏忠賢祠，士相持不可，請蠲袁州積逋，建義倉，積粟備水旱。修城堞，興學校，奉優旨，賜金增秩。崇禎元年二月，升為廣西按察使。

## 家族
曾祖胡镇。祖父胡濂。父胡友忠。母沈氏。重慶下。兄士奇，兵部司务；士章，教諭；弟士林。娶顾氏。